# Hải Đường
Hải Đường là một xã thuộc huyện Hải Hậu, tỉnh Nam Định, Việt Nam.

## Địa lý
Xã Hải Đường cách thành phố Nam Định khoảng 40 km, có vị trí địa lý:
- Phía đông giáp các xã Hải Long, Hải Phương, Hải Sơn
- Phía tây giáp xã Hải Phong và huyện Trực Ninh
- Phía nam giáp xã Hải Phú
- Phía bắc giáp xã Hải Anh.

Xã Hải Đường có diện tích 10,50 km², dân số năm 2022 là 14.706 người, mật độ dân số đạt 1.400 người/km².

## Hành chính
xã Hải Đường được chia thành 26 xóm: 1, 2, 3, 4, 5, 6, 7, 8A, 8B, 9, 10, 11, 12, 13, 14, 15, 16, 17, 18, 19, 20, 21, 22, 23, 24, 25.

## Lịch sử
Cách đây mấy trăm năm đây là vùng đất ngập mặn ven biển, nay do phù sa bồi lấp kết hợp với sự cải tạo của con người mà trở thành làng quê trù phú.
Trước đây có tên là xã Hải Cát.

## Kinh tế - xã hội
Hải Đường là xã thuần nông, kinh tế chủ yếu dựa vào nông nghiệp, nơi đây cũng có đặc sản gạo Tám xoan nổi tiếng Hải Hậu.
Giáo dục: Xã có 2 trường: Tiểu học A Hải Đường và Tiểu học B Hải Đường đều đạt chuẩn quốc gia, có hai trường Trung học A và Trung học B Hải Đường và một số trường mầm non.

## Giao thông
Hạ tầng: Trong những năm qua Hải Đường được quan tâm đầu tư của Nhà nước cũng như cấp tỉnh về hạ tầng, giao thông, đặc biệt được chọn làm một trong 11 xã xây dựng điển hình kinh tế nông thôn mới nên được đầu tư hơn 30 tỷ đồng cho cơ sở hạ tầng, đường giao thông được bê tông hóa gần như được trải tới từng hộ gia đình, nước sạch được 100% hộ dân sử dụng.